# Кавендиш (лунный кратер)
Кратер Кавендиш (лат. Cavendish) — древний крупный ударный кратер в юго-западной материковой части видимой стороны Луны. Название присвоено в честь британского физика и химика Генри Кавендиша (1731—1810) и утверждено Международным астрономическим союзом в 1935 г. Образование кратера относится к нектарскому периоду.

## Описание кратера

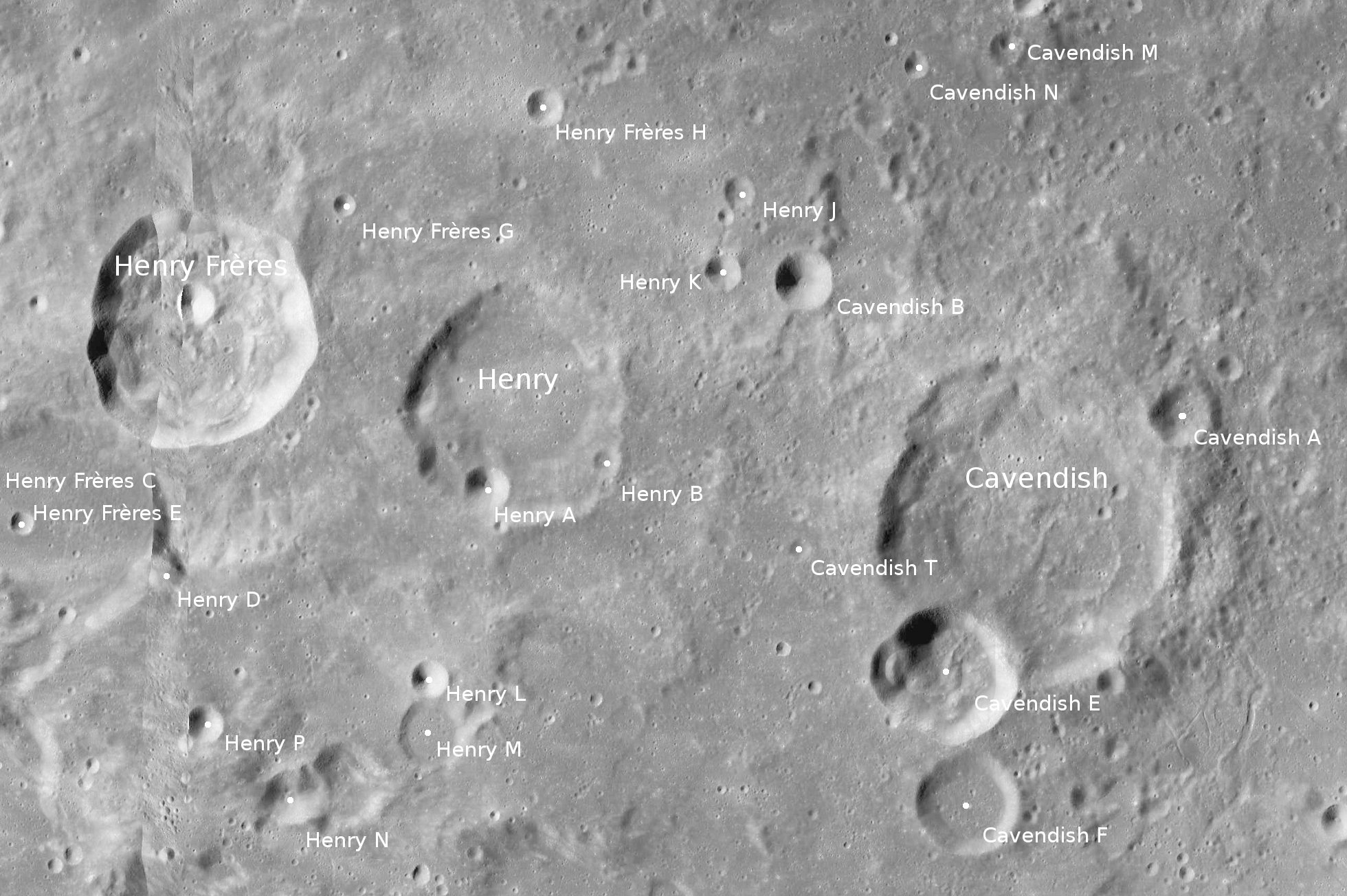
Окрестности кратера Кавендиш. Снимок зонда Lunar Reconnaissance Orbiter.

Ближайшими соседями кратера являются кратер Анри на западе; кратер Дзупи на севере; кратер Мерсенн на северо-востоке; кратер Де Гаспарис на востоке-юго-востоке; кратер Фурье на юге и кратер Виет на юге-юго-западе. На востоке и юго-востоке от кратера Кавендиш располагаются борозды Де Гаспариса. Селенографические координаты центра кратера 24°38′ ю. ш. 53°47′ з. д. / 24,63° ю. ш. 53,78° з. д., диаметр 52,6 км, глубина 2,55 км.
Кратер имеет полигональную форму и значительно разрушен за длительное время своего существования. Вал сглажен и трудно различим, юго-западная часть вала перекрыта сателлитным кратером Кавендиш E (см. ниже), северо-восточная часть вала перекрыта сателлитным кратером Кавендиш A. Внутренний склон вала сохранил остатки террасовидной структуры. Высота вала достигает 1180 м, один из пиков в южной части вала достигает высоты 1800 м, объём кратера составляет 2 600 км3. Дно чаши кратера пересеченное, большую часть чаши занимают останки двух соприкасающихся кратеров, в восточной части чаши расположена пара приметных маленьких чашеобразных кратеров.

## Сателлитные кратеры
| Кавендиш | Координаты                                            | Диаметр, км |
| -------- | ----------------------------------------------------- | ----------- |
| A        | 24°01′ ю. ш. 52°50′ з. д. / 24,02° ю. ш. 52,83° з. д. | 10,7        |
| B        | 23°16′ ю. ш. 55°11′ з. д. / 23,27° ю. ш. 55,19° з. д. | 10,3        |
| E        | 25°26′ ю. ш. 54°16′ з. д. / 25,43° ю. ш. 54,27° з. д. | 23,5        |
| F        | 26°08′ ю. ш. 54°10′ з. д. / 26,14° ю. ш. 54,16° з. д. | 17,8        |
| L        | 21°43′ ю. ш. 53°46′ з. д. / 21,71° ю. ш. 53,77° з. д. | 5,7         |
| M        | 21°58′ ю. ш. 53°55′ з. д. / 21,97° ю. ш. 53,91° з. д. | 5,9         |
| N        | 22°04′ ю. ш. 54°29′ з. д. / 22,07° ю. ш. 54,48° з. д. | 4,3         |
| P        | 24°10′ ю. ш. 51°41′ з. д. / 24,16° ю. ш. 51,68° з. д. | 4,5         |
| S        | 23°46′ ю. ш. 52°31′ з. д. / 23,76° ю. ш. 52,51° з. д. | 5           |
| T        | 24°46′ ю. ш. 55°13′ з. д. / 24,76° ю. ш. 55,22° з. д. | 4,2         |

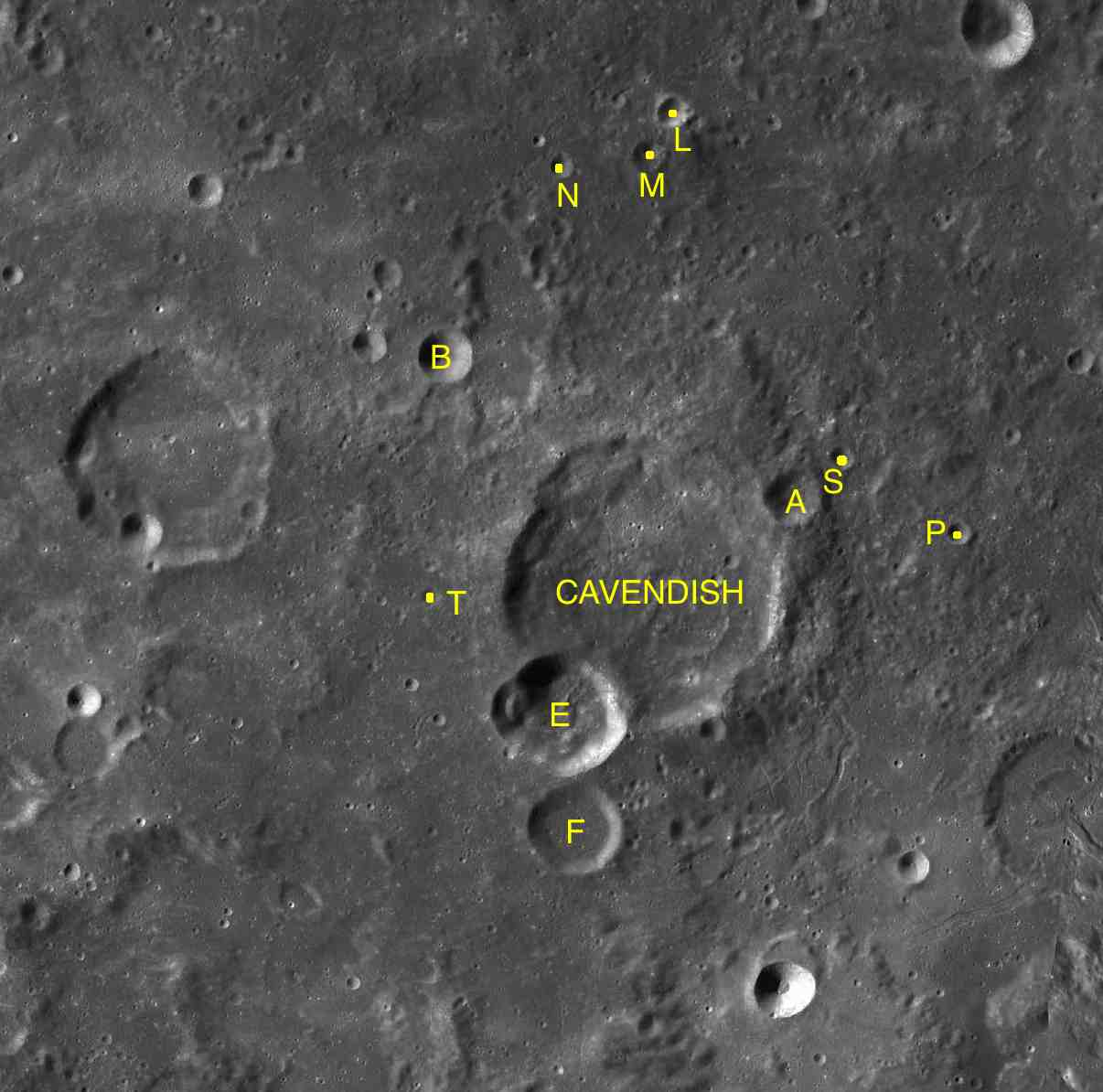
Фрагмент карты LAC-92.

- Сателлитный кратер Кавендиш E включён в список кратеров с тёмными радиальными полосами на внутреннем склоне Ассоциации лунной и планетарной астрономии (ALPO)[6].

## См.также
- Список кратеров на Луне
- Лунный кратер
- Морфологический каталог кратеров Луны
- Планетная номенклатура
- Селенография
- Минералогия Луны
- Геология Луны
- Поздняя тяжёлая бомбардировка